# Manuel Frías Enciso
Manuel Frías Enciso (Munilla, La Rioja, 20 de maig de 1880 – ?) fou un polític basc d'origen riojà, alcalde de Bilbao.

## Biografia
El seu pare era originari d'Osuna i el 1888 es va establir a Bilbao, on va obrir una espardenyeria. El 1897 inicià estudis de filosofia i lletres a la Universitat de Deusto, que acabà el 1900 a la Universitat de Salamanca, on també estudià dret. Va treballar com a agent comercial a Seguros Bilbao i el 1935 presidí la Junta Provincial del Partit Republicà Radical a Biscaia. El 26 de juny de 1935 va presidir l'ajuntament de Bilbao en nom de la gestora que regí la ciutat després de la destitució d'Ernesto Ercoreca Régil, i ocupà el càrrec fins que aquest fou confirmat novament en l'alcaldia el 22 de febrer de 1936.